# Edinburgh Mathematical Notes
Ne doit pas être confondu avec Mathematical Notes.
Edinburgh Mathematical Notes est une revue mathématique publiée de 1909 à 1961 par la Société mathématique d'Édimbourg.
Le journal était initialement intitulé  Mathematical Notes, avec le sous-titre A Review of Elementary Mathematics and Science. La création du journal était  une suggestion de George Alexander Gibson, professeur de l'université de Glasgow, qui souhaitait  séparer,  dans les Proceedings of the Edinburgh Mathematical Society, les contributions plus élémentaires ou de nature pédagogique des autres.
Le rédacteur en chef fondateur est Peter Pinkerton (en) qui, à l'époque, était directeur du département de mathématiques du George Watson's College (en) et est devenu ultérieurement recteur de la High School of Glasgow (en).
21 numéros du journal paraissent entre 1909 et 1916. Pendant la Première Guerre mondiale, le journal est suspendu, et il reprend ses publications dans deux numéros en 1924 et en 1925 ; il y une nouvelle suspension de parution jusqu'en 1929, puis elle reprend. C'est en 1939 que le nom du journal change de Mathematical Notes en Edinburgh Mathematical Notes. À partir de 1958, ses numéros sont publiées en tant que numéros des Proceedings of the Edinburgh Mathematical Society, et après 1961, ils sont inclus comme section particulière dans les  numéros des Proceedings plutôt que d'être publiés séparément. En 1967 la parution s'arrête totalement.
Les archives du journal sont accessibles en ligne aux souscripteurs de  Cambridge University Press.